# Swansea City Association Football Club 2018-2019
Questa pagina raccoglie i dati riguardanti il Swansea City Association Football Club nelle competizioni ufficiali della stagione 2018-2019.

## Rosa
| N. |                        | Ruolo | Calciatore             |
| -- | ---------------------- | ----- | ---------------------- |
| 13 | Germania (bandiera)    | P     | Steven Benda           |
| 25 | Paesi Bassi (bandiera) | P     | Erwin Mulder           |
| 1  | Svezia (bandiera)      | P     | Kristoffer Nordfeldt   |
| 17 | Stati Uniti (bandiera) | D     | Cameron Carter-Vickers |
| 55 | Galles (bandiera)      | D     | Brandon Cooper         |
| 50 | Galles (bandiera)      | D     | Cian Harries           |
| 24 | Galles (bandiera)      | D     | Declan John            |
| 26 | Inghilterra (bandiera) | D     | Kyle Naughton          |
| 3  | Svezia (bandiera)      | D     | Martin Olsson          |
| 47 | Inghilterra (bandiera) | D     | Tyler Reid             |
| 23 | Galles (bandiera)      | D     | Connor Roberts         |
| 22 | Galles (bandiera)      | D     | Joe Rodon              |
| 5  | Paesi Bassi (bandiera) | D     | Mike van der Hoorn     |
| 28 | Scozia (bandiera)      | C     | George Byers           |

| N. |                        | Ruolo | Calciatore                |
| -- | ---------------------- | ----- | ------------------------- |
| 10 | Kosovo (bandiera)      | C     | Bersant Celina            |
| 30 | Inghilterra (bandiera) | C     | Yan Dhanda                |
| 8  | Paesi Bassi (bandiera) | C     | Leroy Fer                 |
| 27 | Scozia (bandiera)      | C     | Jay Fulton                |
| 21 | Inghilterra (bandiera) | C     | Matt Grimes               |
| 20 | Galles (bandiera)      | C     | Daniel James              |
| 19 | Scozia (bandiera)      | C     | Barrie McKay              |
| 16 | Svezia (bandiera)      | A     | Joel Asoro                |
| 46 | Inghilterra (bandiera) | A     | Courtney Baker-Richardson |
| 12 | Inghilterra (bandiera) | A     | Nathan Dyer               |
| 9  | Scozia (bandiera)      | A     | Oliver McBurnie           |
| 11 | Paesi Bassi (bandiera) | A     | Luciano Narsingh          |
| 15 | Inghilterra (bandiera) | A     | Wayne Routledge           |

## Organigramma societario
Area tecnica
- Allenatore: Graham Potter
- Allenatore in seconda: Alan Curtis, Björn Hamberg, Billy Reid
- Preparatore dei portieri: Adrian Tucker
- Preparatori atletici:

## Risultati

### Championship

#### Girone di andata
| Arbitro: | Simpson |

|             |           |                         |
| Baldock 62’ | Marcatori | 71’ McBurnie 85’ Dhanda |

| Arbitro: | Linington |

|            |           |  |
| Fulton 32’ | Marcatori |  |

| Birmingham 17 agosto 2018, ore 19:45 WEST 3ª giornata | Birmingham City | 0 – 0 referto | Swansea City | St Andrew's (20 083 spett.)\| Arbitro: \| England \| |
| Arbitro:                                              | England         |               |              |                                                      |

| Arbitro: | Davies |

|                   |           |                         |
| McBurnie 24’, 51’ | Marcatori | 40’ Roofe 79’ Hernández |

| Arbitro: | Ward |

|  |           |            |
|  | Marcatori | 1’ Weimann |

| Arbitro: | Scott |

|             |           |                           |
| Wallace 62’ | Marcatori | 76’ Naughton 85’ McBurnie |

| Swansea 15 settembre 2018, ore 15:00 WEST 7ª giornata | Swansea City | 0 – 0 referto | Nottingham Forest | Liberty Stadium (19 522 spett.)\| Arbitro: \| Duncan \| |
| Arbitro:                                              | Duncan       |               |                   |                                                         |

| Arbitro: | Tierney |

|           |           |  |
| Allen 57’ | Marcatori |  |

| Middlesbrough 22 settembre 2018, ore 15:00 WEST 9ª giornata | Middlesbrough | 0 – 0 referto | Swansea City | Riverside Stadium (22 881 spett.)\| Arbitro: \| Hooper \| |
| Arbitro:                                                    | Hooper        |               |              |                                                           |

| Arbitro: | Friend |

|                                             |           |  |
| Baker-Richardson 16’ Roberts 76’ Fulton 83’ | Marcatori |  |

| Wigan 2 ottobre 2018, ore 19:45 WEST 11ª giornata | Wigan  | 0 – 0 referto | Swansea City | DW Stadium (8 964 spett.)\| Arbitro: \| Brooks \| |
| Arbitro:                                          | Brooks |               |              |                                                   |

| Arbitro: | Langford |

|                               |           |                                                   |
| Donacien 9’ (aut.) Celina 79’ | Marcatori | 27’ Edwards 31’ (aut.) van der Hoorn 84’ Chalobah |

| Arbitro: | Madley |

|            |           |  |
| Abraham 8’ | Marcatori |  |

| Arbitro: | Eltringham |

|                                        |           |                    |
| Raya 64’ (aut.) Roberts 68’ Celina 85’ | Marcatori | 26’ (rig.) Mulgrew |

| Arbitro: | Stroud |

|                          |           |  |
| McBurnie 38’ (rig.), 84’ | Marcatori |  |

| Arbitro: | Harrington |

|                                |           |              |
| Manning 79’ (rig.), 87’ (rig.) | Marcatori | 25’ McBurnie |

| Arbitro: | Scott |

|  |           |           |
|  | Marcatori | 15’ McKay |

| Arbitro: | Bond |

|           |           |                                                                |
| James 41’ | Marcatori | 16’ (aut.) van der Hoorn 24’ Buendía 37’ Stiepermann 60’ Pukki |

| Arbitro: | Linington |

|              |           |                       |
| McBurnie 10’ | Marcatori | 13’ Dawson 44’ Hegazy |

| Arbitro: | Madley |

|                 |           |                   |
| Wilson 30’, 40’ | Marcatori | 87’ (aut.) Tomori |

| Arbitro: | Woolmer |

|                          |           |                                        |
| Watkins 45’ Benrahma 69’ | Marcatori | 1’ Routledge 22’ (aut.) Mepham 27’ Fer |

| Arbitro: | Webb |

|                          |           |            |
| Celina 71’ Routledge 72’ | Marcatori | 63’ Matias |

| Arbitro: | Langford |

|                            |           |                    |
| Bowen 70’, 80’ Elphick 76’ | Marcatori | 3’ Bony 88’ Celina |

#### Girone di ritorno
| Arbitro: | East |

|  |           |               |
|  | Marcatori | 65’ Hourihane |

| Arbitro: | Linington |

|                                   |           |                        |
| Burn 59’ (aut.) van der Hoorn 81’ | Marcatori | 10’ (rig.), 34’ Garner |

| Arbitro: | Robinson |

|              |           |                                                       |
| Harriott 77’ | Marcatori | 2’, 48’ (rig.) McBurnie 30’ Roberts 45’ van der Hoorn |

| Arbitro: | Stroud |

|                    |           |                      |
| Johnson 60’ (rig.) | Marcatori | 55’ Baker-Richardson |

| Arbitro: | Brooks |

|              |           |  |
| McBurnie 65’ | Marcatori |  |

| Arbitro: | Martin |

|                             |           |                                         |
| James 22’ McBurnie 65’, 90’ | Marcatori | 35’ Maghoma 67’ (aut.) Grimes 71’ Adams |

| Arbitro: | Woolmer |

|                         |           |  |
| Weimann 46’ O'Dowda 74’ | Marcatori |  |

| Arbitro: | Friend |

|           |           |  |
| Byers 43’ | Marcatori |  |

| Arbitro: | Webb |

|                          |           |                     |
| Jansson 20’ Harrison 34’ | Marcatori | 87’ (rig.) McBurnie |

| Arbitro: | Eltringham |

|                             |           |              |
| Reach 11’, 32’ Fletcher 42’ | Marcatori | 69’ McBurnie |

| Arbitro: | Ward |

|                         |           |  |
| McBurnie 80’ Celina 90’ | Marcatori |  |

| Arbitro: | Jones |

|             |           |  |
| Buendía 54’ | Marcatori |  |

| Arbitro: | Duncan |

|                                     |           |  |
| Brunt 19’ Holgate 54’ Rodriguez 85’ | Marcatori |  |

| Arbitro: | Simpson |

|                      |           |             |
| Murphy 80’ Wague 87’ | Marcatori | 76’ Roberts |

| Arbitro: | Bankes |

|                        |           |  |
| Dyer 1’, 34’ James 78’ | Marcatori |  |

| Arbitro: | Woolmer |

|                                             |           |             |
| Grimes 34’ (rig.) Routledge 38’ Roberts 71’ | Marcatori | 81’ Saville |

| Arbitro: | Linington |

|                                          |           |             |
| James 23’ van der Hoorn 40’ McBurnie 86’ | Marcatori | 45’ McClean |

| Arbitro: | Madley |

|                                     |           |  |
| Furlong 3’ Hemed 5’, 17’ Luongo 54’ | Marcatori |  |

| Arbitro: | Stroud |

|                                       |           |                                   |
| McBurnie 36’, 79’ McKay 50’ Byers 69’ | Marcatori | 10’ Ihiekwe 38’ Crooks 83’ Vaulks |

| Arbitro: | England |

|  |           |               |
|  | Marcatori | 57’ Routledge |

| Arbitro: | Eltringham |

|                   |           |                     |
| McBurnie 37’, 66’ | Marcatori | 77’ Bowen 84’ Dicko |

| Arbitro: | Bankes |

|               |           |           |
| Routledge 66’ | Marcatori | 21’ Keogh |

| Arbitro: | Gillett |

|                      |           |                                   |
| Lenihan 21’ Dack 47’ | Marcatori | 25’ Baker-Richardson 35’ McBurnie |

### FA Cup
| Arbitro: | Ward |

|  |           |                                         |
|  | Marcatori | 2’ Baker-Richardson 47’ Dyer 78’ Fulton |

| Arbitro: | England |

|                                        |           |          |
| McBurnie 10’, 32’ Celina 73’ McKay 84’ | Marcatori | 51’ Rees |

| Arbitro: | Attwell |

|                                                   |           |             |
| Daniels 49’ (aut.) James 53’ Celina 66’ Byers 90’ | Marcatori | 28’ Watkins |

| Arbitro: | Marriner |

|                              |           |                                           |
| Grimes 20’ (rig.) Celina 29’ | Marcatori | 69’ Silva 78’ (aut.) Nordfeldt 88’ Agüero |

### Coppa di Lega
| Arbitro: | Brooks |

|  |           |             |
|  | Marcatori | 70’ Sørloth |

## Statistiche

### Statistiche di squadra
| Competizione  | Punti | In casa | In casa | In casa | In casa | In casa | In casa | In trasferta | In trasferta | In trasferta | In trasferta | In trasferta | In trasferta | Totale | Totale | Totale | Totale | Totale | Totale | DR  |
| Competizione  | Punti | G       | V       | N       | P       | Gf      | Gs      | G            | V            | N            | P            | Gf           | Gs           | G      | V      | N      | P      | Gf     | Gs     | DR  |
| ------------- | ----- | ------- | ------- | ------- | ------- | ------- | ------- | ------------ | ------------ | ------------ | ------------ | ------------ | ------------ | ------ | ------ | ------ | ------ | ------ | ------ | --- |
| Championship  | 65    | 23      | 12      | 6       | 5       | 42      | 28      | 23           | 6            | 5            | 12           | 23           | 34           | 46     | 18     | 11     | 17     | 65     | 62     | +3  |
| FA Cup        | -     | 3       | 2       | 0       | 1       | 10      | 5       | 1            | 1            | 0            | 0            | 3            | 0            | 4      | 3      | 0      | 1      | 13     | 5      | +8  |
| Coppa di Lega | -     | 1       | 0       | 0       | 1       | 0       | 1       | 0            | 0            | 0            | 0            | 0            | 0            | 1      | 0      | 0      | 1      | 0      | 1      | -1  |
| Totale        | -     | 27      | 14      | 6       | 7       | 52      | 34      | 24           | 7            | 5            | 12           | 26           | 34           | 51     | 21     | 11     | 19     | 78     | 68     | +10 |

### Andamento in campionato
| Giornata  | 1 | 2 | 3 | 4 | 5  | 6 | 7 | 8  | 9  | 10 | 11 | 12 | 13 | 14 | 15 | 16 | 17 | 18 | 19 | 20 | 21 | 22 | 23 | 24 | 25 | 26 | 27 | 28 | 29 | 30 | 31 | 32 | 33 | 34 | 35 | 36 | 37 | 38 | 39 | 40 | 41 | 42 | 43 | 44 | 45 | 46 |
| --------- | - | - | - | - | -- | - | - | -- | -- | -- | -- | -- | -- | -- | -- | -- | -- | -- | -- | -- | -- | -- | -- | -- | -- | -- | -- | -- | -- | -- | -- | -- | -- | -- | -- | -- | -- | -- | -- | -- | -- | -- | -- | -- | -- | -- |
| Luogo     | T | C | T | C | C  | T | C | T  | T  | C  | T  | C  | T  | C  | C  | T  | T  | C  | C  | T  | T  | C  | T  | C  | C  | T  | T  | C  | C  | T  | C  | T  | T  | C  | T  | T  | T  | C  | C  | C  | T  | C  | T  | C  | C  | T  |
| Risultato | V | V | N | N | P  | V | N | P  | N  | V  | N  | P  | P  | V  | V  | P  | V  | P  | P  | P  | V  | V  | P  | P  | N  | V  | N  | V  | N  | P  | V  | P  | P  | V  | P  | P  | P  | V  | V  | V  | P  | V  | V  | N  | N  | N  |
| Posizione | 5 | 3 | 6 | 6 | 10 | 7 | 6 | 10 | 14 | 7  | 7  | 11 | 14 | 10 | 8  | 9  | 8  | 10 | 10 | 12 | 11 | 9  | 11 | 11 | 12 | 11 | 12 | 9  | 11 | 12 | 10 | 11 | 9  | 10 | 9  | 11 | 12 | 12 | 13 | 13 | 11 | 13 | 10 | 9  | 9  | 10 |

Legenda:

Luogo: C = Casa; T = Trasferta. Risultato: V = Vittoria; N = Pareggio; P = Sconfitta.

### Statistiche dei giocatori
| Giocatore           | Championship | Championship | Championship | Championship | FA Cup   | FA Cup | FA Cup      | FA Cup     | Coppa di Lega | Coppa di Lega | Coppa di Lega | Coppa di Lega | Totale   | Totale | Totale      | Totale     |
| Giocatore           | Presenze     | Reti         | Ammonizioni  | Espulsioni   | Presenze | Reti   | Ammonizioni | Espulsioni | Presenze      | Reti          | Ammonizioni   | Espulsioni    | Presenze | Reti   | Ammonizioni | Espulsioni |
| ------------------- | ------------ | ------------ | ------------ | ------------ | -------- | ------ | ----------- | ---------- | ------------- | ------------- | ------------- | ------------- | -------- | ------ | ----------- | ---------- |
| S. Benda            | -            | -            | -            | -            | -        | -      | -           | -          | -             | -             | -             | -             | -        | -      | -           | -          |
| E. Mulder           | 25           | 0            | 1            | 0            | 2        | 0      | 0           | 0          | -             | -             | -             | -             | 27       | 0      | 1           | 0          |
| K. Nordfeldt        | 22           | 0            | 1            | 0            | 2        | 0      | 0           | 0          | 1             | 0             | 0             | 0             | 25       | 0      | 1           | 0          |
| C. Carter-Vickers   | 30           | 0            | 4            | 0            | 3        | 0      | 1           | 0          | -             | -             | -             | -             | 33       | 0      | 5           | 0          |
| B. Cooper           | -            | -            | -            | -            | -        | -      | -           | -          | 1             | 0             | 0             | 0             | 1        | 0      | 0           | 0          |
| C. Harries          | 2            | 0            | 0            | 0            | 3        | 0      | 0           | 0          | 1             | 0             | 0             | 0             | 6        | 0      | 0           | 0          |
| D. John             | 10           | 0            | 0            | 0            | 2        | 0      | 0           | 0          | 1             | 0             | 0             | 0             | 13       | 0      | 0           | 0          |
| K. Naughton         | 35           | 1            | 2            | 0            | 2        | 0      | 0           | 0          | 1             | 0             | 0             | 0             | 38       | 1      | 2           | 0          |
| M. Olsson           | 17           | 0            | 2            | 0            | -        | -      | -           | -          | -             | -             | -             | -             | 17       | 0      | 2           | 0          |
| T. Reid             | -            | -            | -            | -            | -        | -      | -           | -          | 1             | 0             | 0             | 0             | 1        | 0      | 0           | 0          |
| C. Roberts          | 45           | 5            | 3            | 0            | 4        | 0      | 0           | 0          | -             | -             | -             | -             | 49       | 5      | 3           | 0          |
| J. Rodon            | 27           | 0            | 4            | 0            | 1        | 0      | 0           | 0          | -             | -             | -             | -             | 28       | 0      | 4           | 0          |
| M. van der Hoorn    | 46           | 3            | 6            | 0            | 4        | 0      | 1           | 0          | -             | -             | -             | -             | 50       | 3      | 7           | 0          |
| G. Byers            | 21           | 2            | 2            | 0            | 3        | 1      | 0           | 0          | 1             | 0             | 0             | 0             | 25       | 3      | 2           | 0          |
| B. Celina           | 38           | 5            | 1            | 0            | 4        | 3      | 1           | 0          | -             | -             | -             | -             | 42       | 8      | 2           | 0          |
| Y. Dhanda           | 5            | 1            | 0            | 0            | -        | -      | -           | -          | 1             | 0             | 0             | 0             | 6        | 1      | 0           | 0          |
| L. Fer              | 25           | 1            | 4            | 0            | 2        | 0      | 1           | 0          | -             | -             | -             | -             | 27       | 1      | 5           | 0          |
| J. Fulton           | 33           | 2            | 2            | 0            | 4        | 1      | 0           | 0          | -             | -             | -             | -             | 37       | 3      | 2           | 0          |
| M. Grimes           | 45           | 1            | 3            | 0            | 4        | 1      | 0           | 0          | 1             | 0             | 0             | 0             | 50       | 2      | 3           | 0          |
| D. James            | 33           | 4            | 2            | 0            | 4        | 1      | 0           | 0          | 1             | 0             | 0             | 0             | 38       | 5      | 2           | 0          |
| B. McKay            | 30           | 2            | 0            | 0            | 1        | 1      | 0           | 0          | -             | -             | -             | -             | 31       | 3      | 0           | 0          |
| J. Asoro            | 14           | 0            | 0            | 0            | 2        | 0      | 0           | 0          | 1             | 0             | 0             | 0             | 17       | 0      | 0           | 0          |
| C. Baker-Richardson | 17           | 3            | 1            | 1            | 3        | 1      | 0           | 0          | 1             | 0             | 0             | 0             | 21       | 4      | 1           | 1          |
| N. Dyer             | 22           | 2            | 1            | 0            | 2        | 1      | 0           | 0          | -             | -             | -             | -             | 24       | 3      | 1           | 0          |
| O. McBurnie         | 42           | 22           | 5            | 0            | 2        | 2      | 0           | 0          | -             | -             | -             | -             | 44       | 24     | 5           | 0          |
| L. Narsingh         | 2            | 0            | 0            | 0            | -        | -      | -           | -          | -             | -             | -             | -             | 2        | 0      | 0           | 0          |
| W. Routledge        | 24           | 5            | 0            | 0            | 2        | 0      | 0           | 0          | -             | -             | -             | -             | 26       | 5      | 0           | 0          |
| W. Bony             | 7            | 1            | 0            | 0            | -        | -      | -           | -          | -             | -             | -             | -             | 7        | 1      | 0           | 0          |
| T. Carroll          | 12           | 0            | 0            | 0            | -        | -      | -           | -          | 1             | 0             | 0             | 0             | 13       | 0      | 0           | 0          |
| F. Fernández        | 1            | 0            | 0            | 0            | -        | -      | -           | -          | -             | -             | -             | -             | 1        | 0      | 0           | 0          |
| J. Montero          | 12           | 0            | 1            | 0            | -        | -      | -           | -          | -             | -             | -             | -             | 12       | 0      | 1           | 0          |
| L. Cullen           | -            | -            | -            | -            | -        | -      | -           | -          | 1             | 0             | 0             | 0             | 1        | 0      | 0           | 0          |